# Dan van Husen
Dan van Husen est un acteur allemand, né le 30 avril 1945 à Gummersbach (Rhénanie-du-Nord-Westphalie) et mort le 31 mai 2020 à Ilminster (Royaume-Uni).

## Filmographie partielle
- 1968 : Le Bâtard (I bastardi) de Duccio Tessari
- 1969 : Mort ou vif... de préférence mort (Vivi o preferibilmente morti) de Duccio Tessari
- 1971 : Boulevard du rhum de Robert Enrico
- 1971 : Captain Apache d'Alexander Singer
- 1972 : Der Todesrächer von Soho de Jess Franck
- 1976 : Le Casanova de Fellini de Federico Fellini
- 1976 : Salon Kitty de Tinto Brass
- 1979 : Nosferatu, fantôme de la nuit (Nosferatu: Phantom der Nacht) de Werner Herzog : Warden
- 2001 : Stalingrad de Jean-Jacques Annaud
- 2002 : Mission Évasion (Hart's War) de Gregory Hoblit
- 2006 : Chain Reaction d'Olaf Ittenbach
- 2008 : Winter in Wartime (Oorlogswinter) de Martin Koolhoven :
- 2017 : Brimstone de Martin Koolhoven : le chauffeur de car